# Alfred von Königsegg-Aulendorf

Graf Alfred zu Königsegg-Aulendorf

Alfred Joseph Graf zu Königsegg-Aulendorf  (* 30. Juni 1817 auf Schloss Aulendorf; † 27. Oktober 1898 in Wien) war ein k.u.k. Generalmajor und Obersthofmeister der Kaiserin Elisabeth.

## Leben
Graf Alfred entstammte dem schwäbischen Adelsgeschlecht der Grafen zu Königsegg, das im Königreich Württemberg zu den Standesherren gehörte, und war der Sohn des ungarischen Magnaten Franz Xaver Karl Alois Graf zu Königsegg-Aulendorf (1787–1863) und der aus Ungarn stammenden Maria Anna Josepha Gräfin Károlyi de Nagykároly (1793–1825).
Bereits 1851 als Rittmeister des „Kaiser Ferdinand“ Kürassierregiments Nr. 4 Adjutant, wurde er 1854 Flügeladjutant Kaiser Franz Josephs.
Er heiratete am 15. April 1857 in Wien Pauline Gräfin von Bellegarde (* 2. April 1830 in Wien; † 27. Mai 1912 in München), die Tochter des Grafen August von Bellegarde (1795–1873) und der Freiin Julie von Gudenus (1795–1865). Ehefrau Pauline war die Enkelin des österreichischen Feldmarschalls und Staatsmannes Heinrich Graf von Bellegarde (1757–1845). Sie war schon seit Kaiserin Elisabeths ersten Tagen in Wien ihre Hofdame. Gegen den Widerstand des Hofes machte die Kaiserin sie im Jahr 1862 zur Obersthofmeisterin und ihren Mann zum Obersthofmeister. 1883 trat Graf Alfred nach dem 1882 eingetretenen Tod seines älteren Bruders Graf Gustav in die württembergische Kammer der Standesherren ein, der er bis zu seinem Tode angehörte, aber nie persönlich dort erschien. Er ließ sich in der württembergischen Kammer durch seinen Sohn Franz Xaver (1858–1927) vertreten.